# 相似眶棘鲈
相似眶棘鲈（学名：Scolopsis affinis），又名彼氏眶棘鱸、烏面赤尾冬、紅尾冬仔，为眶棘鲈科眶棘鲈属的鱼类，俗名乌面赤尾冬。分布于台湾恒春等，常见于岩礁海域。该物种的模式产地在新爱尔兰岛、新不列顛岛。